# 수영구의회
수영구의회는 부산광역시 수영구 지역을 관할하는 기초의회이다.